# Episodi di Ciao dottore! (terza stagione)
La terza stagione della serie televisiva Ciao dottore! è stata trasmessa in anteprima in Germania da Sat.1 tra il 9 settembre 1996 e il 2 dicembre 1996.
| nº | Titolo originale        | Titolo italiano | Prima TV Germania | Prima TV Italia |
| -- | ----------------------- | --------------- | ----------------- | --------------- |
| 1  | Ein hoffnungsloser Fall |                 | 9 settembre 1996  |                 |
| 2  | Alex lernt lachen       |                 | 16 settembre 1996 |                 |
| 3  | Enthüllungen            |                 | 23 settembre 1996 |                 |
| 4  | Große Lügen             |                 | 30 settembre 1996 |                 |
| 5  | Manege frei             |                 | 7 ottobre 1996    |                 |
| 6  | Extasy                  |                 | 14 ottobre 1996   |                 |
| 7  | Das Virus               |                 | 21 ottobre 1996   |                 |
| 8  | Anne                    |                 | 28 ottobre 1996   |                 |
| 9  | Die Übermacht           |                 | 4 novembre 1996   |                 |
| 10 | Freundschaft            |                 | 11 novembre 1996  |                 |
| 11 | Verwicklungen           |                 | 18 novembre 1996  |                 |
| 12 | Väter                   |                 | 25 novembre 1996  |                 |
| 13 | Frieden                 |                 | 2 dicembre 1996   |                 |